# Educación para la Ciudadanía en España
Educación para la Ciudadanía y los Derechos Humanos (EpC) es el nombre que recibió una asignatura diseñada para el último ciclo de la Educación Primaria y toda la Educación Secundaria en España por el gobierno socialista de Rodríguez Zapatero y que fue aprobada por las Cortes Generales de acuerdo con la Ley Orgánica de Educación. Consistía en la enseñanza de los valores democráticos y constitucionales. La asignatura desapareció completamente en 2016.
Según establecía el Real Decreto 1631/2006 por el que fue aprobada: 

La Educación para la Ciudadanía tiene como objetivo favorecer el desarrollo de personas libres e íntegras a través de la consolidación de la autoestima, la dignidad personal, la libertad y la responsabilidad y la formación de futuros ciudadanos con criterio propio, respetuosos, participativos y solidarios, que conozcan sus derechos, asuman sus deberes y desarrollen hábitos cívicos para que puedan ejercer la ciudadanía de forma eficaz y responsable.

La asignatura cumplía con una recomendación del Consejo de Europa en el año 2002, donde se afirmaba que la educación para la ciudadanía democrática era esencial para la misión principal del Consejo, como era promover una sociedad libre, tolerante y justa, además de contribuir a la defensa de los valores y los principios de libertad, pluralismo, derechos humanos y Estado de Derecho, que constituyen los fundamentos de la democracia. Para ello recomendaba a los Gobiernos de los Estados miembros que hicieran de la educación para la ciudadanía democrática un objetivo prioritario de las políticas y reformas educativas.
Fue suprimida, como asignatura íntegra, por el gobierno de Mariano Rajoy apareciendo de manera transversal en la LOMCE, aprobada en noviembre de 2013.